# Ingeborg Lobocki
Ingeborg Lobocki ist eine rechtsextreme deutsche Politikerin (REP, DVU, Die Rechte) aus Kiel. Sie wurde bei der Gründung der Partei Die Rechte im Mai 2012 zur stellvertretenden Bundesvorsitzenden gewählt und übte das Amt bis 2015 aus. Sie war bis zu dessen Auflösung Vorsitzende des DVU-Landesverbandes Schleswig-Holstein. Zuvor war Lobocki Landesvorsitzende der Partei Die Republikaner in Schleswig-Holstein.

## Leben
Konform zur Parteilinie der Bundespartei Die Republikaner grenzte sich Lobocki klar zur NPD ab und sprach sich gegen jegliche Form der Kooperation aus. Lobocki war 17 Jahre lang Mitglied des Bundesvorstandes der Republikaner, davon einige Jahre auch Bundesschriftführerin.
Später wurde sie die letzte Landesvorsitzende der DVU in Schleswig-Holstein. Ihren einzigen Wahlerfolg konnte die DVU in Schleswig-Holstein 1992 erringen. Im Jahr 2009 stellte die DVU mit Lobocki als Vorsitzende eine Landesliste zur Bundestagswahl auf und stand somit in direkter Konkurrenz zur NPD im Norden. Als im Dezember 2010 seitens der DVU bundesweit der Beschluss gefasst wurde, mit der NPD zu fusionieren, war der Landesverband Schleswig-Holstein einer von vieren, die gegen die Entscheidung klagten. Zwar wurde so das Ende der DVU noch ein paar Monate herausgezögert, verhindern konnte es aber auch Ingeborg Lobocki nicht.
Lobocki fand eine neue politische Heimat: Im Mai 2012 gründete Christian Worch die Partei Die Rechte. Sie stellte sich dem Gründungsvorstand der Partei zur Verfügung. Ingeborg Lobocki war lange Schatzmeisterin der Partei Die Rechte und verwaltet heute die Mitgliederdatei der Partei. Die Rechte lobte sie für ihre Arbeit, „gerade in der Gründungsphase“ sei sie der „Partei von unschätzbarem Wert“ gewesen, wie auch ihre „sehr reichhaltige Erfahrungen aus der Parteiarbeit“.